# Святосав'я
Святосав'я (серб. Светосавље, рос. Святосаввие) є течія сербського православного християнства, заснована на житті і творчості святого Сави, що виникла у період розгортання Конкордатської кризи у Королівстві СХС/Югославії.

## Історія
Святосав'я як философія життя і як богословська течія почалося у тридцяті роки ХХ століття у Королівстві Югославії. Засновниками святосав'я і святосавської літератури вважаються єпископ Микола Велимирович и архімандрит Юстін Попович. Сам термін «святосав'я» походить від молодих викладачів і студентів белградського Православного богословського факультету, який пізніше увійшов до загального вжитку.

## Зміст
Святосав'я являє собою орієнтацію сербської богословської думки і духовності в цілому, розробленої в значній мірі під впливом Святого Сави, його святительського характеру і богословського доробку. Святосав'я, як філософія життя, означає більш послідовне застосування православних цінностей як на особистому рівні, так і в історичній реальності сербського народу. Православ'я вже було загалноприйнятим у часи Святого Сави, але вважається, що саме завдяки його старанності у вихованні народу у дусі православних цінностей православ'я пронизало духовне відродження сербського національного буття, і він відтого здатний культивувати справжню християнську культуру.
Вивченням життя і діяльності Святого Сави, літературним аналізом і інтерпретацією його творів здебільшого займалися єпископ Микола Велимирович і архімандрит Юстін Попович, а останнім часом і богослови — Дімітриє Богданович, єпископ Атанасіє Євтич та інші.

## Політизація
Святосав'я можна інтерпретувати декількома способами, але найчастіше це зводиться до лише одного з його компонентів, або у ньому розкривають зміст і повідомлення, які протилежні Святосав'ю. Присутнім є також зниження Святосав'я до чисто національно-політичної ідеології, позбавленої духовного змісту. Політизація Святосав'я є найбільш поширеною і іноді розглядається як форма сербського націоналізму і інструмент деяких правих організацій для досягнення своїх цілей.
Багато людей дивляться на Святосав'я як на політичну ідеологію, поєднання сербського націоналізму і клерикалізму, тобто як на святосавський націоналізм. Деякі організації часто визначають себе, як святосавські, наприклад, Вітчизняний рух (серб. Отачаствени покрет Образ), Святий Юстін, Двері сербські (серб. Српски сабор Двери) і т. д.
Часто разом із святосавським націоналізмом Святосав'єві приписують Антисемітизм. Так, єпископ Микола Велимирович в книзі «Крізь вікна в'язниці», написаній в ув'язненні в концентраційному таборі Дахау, звинувачує у розв'язанні війні усі нехристиянські ідеології Європи : демократію, комунізм, соціалізм, атеїзм і релігійну терпимість. У основі цих ідеологій М. Велимирович бачив єврейську активність.
З іншого боку, Мирослав Свірчевич, історик і співробітник Інституту балканських досліджень САНУ, вважає, що Миколу Велимировича не можна звинувачувати у антисемітизмі, бо в історії християнської віри можна знайти багато важливих богословів, таких як Мартін Лютер, чий розум був просякнутий антисемітизмом, і хоча навіть Гітлер і нацисти посилалися на його роботи, але ніхто не визначає Мартіна Лютера як антисеміта.

## Вислови Миколи Сербського (Велимировича)— святосавський заповіт
- Поки є заклики на землі, будуть відгуки на небі
- Все, що є на землі, — це хрести розп'ятого Бога.
- Життя наше — зовсім не химерний день у вічному мороці, а вигадливі сутінки у вічному дні.
- Взяти гріх на себе — означає взяти хрест на себе.
- Я близнюк всьому, крім Бога.
- Ти — син людства, а не син одного чоловіка і однієї жінки. Тисячі поколінь працювали на тебе
- Сильний голос нерідко прикриває дурість.
- У вола дзвіночок, а у дурня язик, щоб не загубитися.
- Дві хоробрості потрібно тому, хто кається: одна — щоб заплакати про старий шлях, а інша — щоб зрадіти шляхові новому.
- Заздрість знущається, коли не може відняти.
- Не може картина бачити художника, але син художника може бачити його.
- Нехай серце моє буде серцем сина і пана, а не серцем слуги і злодія.
- Мудрий сходить з дороги і дає злу промайнути.
- Той, хто вчив людей: «око за око» — вчив їх, як залишитися сліпими.
- У людини немає в світі ворогів, крім нього самого.
- Вороги — це не вороги, а суворі друзі
- Презирство до хворих підриває здоров'я здорового.
- Грішник мучиться від невігластва, праведник мучиться від вчення.
- У закону немає благодаті, бо у закону немає милості. Благодать — це повнота і різноманітність дарів. Закон — це убогість і бідність, а тому скупість і скнарість. Благодать не йде спільно з законом, тому що закон — не істина.
- Від землі Богу знадобилося тіло, тільки тіло, а не дух.
- Легше переносити сором в молодості, ніж в старості.
- Людина — не те, що може вміститися в одній могилі, а то що не може вміститися у Всесвіті.
- Діти осягають факти, звичайні люди осягають закони, єдино духовні люди осягають Істину.

Люди, які далеко від Бога, не можуть вірити в Бога, поки не пізнають Його вираженим в словах, знаках і формах.
- Будь-який гріх посилює бажання нового гріха.
- Людина — не те, що може поміститися в одній могилі, за те що не може вміститися у Всесвіті.
- Діти осягають факти, звичайні люди осягають закони, єдино духовні люди осягають Істину.
- Люди, які далеко від Бога, не можуть вірити в Бога, поки не дізнаються Його вираженим в словах, знаках і формах.
- Будь-який гріх посилює бажання нового гріха.
- Ніхто не зможе зазирнути в могилу і зберегти посмішку життя. Ніхто, крім Христа.
- Крапля молитви значить більше, ніж море занепокоєння.
- «Будьте богами» — це найвища програма.
- Сни — посередники, за допомогою яких душа може примножить науку самої себе.
- Рівновагу світу підтримують — і Суд відсувають — який-небудь десяток Божих людей.
- Коли поховується брехня, вона поховується навіки, а якщо поховується істина, вона воскресає.
- Якщо побажаєш чуже, зненавидиш своє, і втратиш і те й інше. Якщо часто п'єш за чуже здоров'я, втратиш своє. Якщо невпинно лікуєш чужі гріхи, і твої множаться.
- Якщо втратиш любов, втратиш багато; але якщо втратиш віру, втратиш усе.
- Час і простір зникають зі шляху любові.
- Любов робить мене богом, а Тебе, Боже, людиною.
- Любов має три іпостасі: невинність, знання і святість. Без невинності любов — не милість, а земне себелюбство і пристрасть. Без знання любов — не мудрість, а безумство. Без святості любов — не сила, а слабкість. Коли з'єднуються пристрасть, божевілля і слабкість, то виникає пекло, що він кличе своєю любов'ю.
- Шлюб тримається на вірі в щирість обох сторін.
- Душа душі повідомляє свій зміст через все завіси і покривала.
- Багато жінок безплідні — не через відсутність насіння, а через відсутність Божого благословення.
- Любов обдаровує, борг зобов'язує. Любов стоїть вище поділу на добро і зло. Борг — це невпинний поділ на добро і зло. Любов — коли пропадає, — розділяє все на добро і зло, міряючи все аршином боргу.
- Дорослим виховання потрібно більше, ніж дітям.
- Плодом загравання Єви з дияволом став первісток — людина — вбивця. Плодом заручення Марії зі Святим Духом став Її Первісток — Людина — Бог.
- Єва і Марія означають для нас мудрість тілесну і мудрість духовну. Єва відкотила колесо життя вниз, Марія направила його вгору.
- Христос називається Чоловіколюбцем. Прийде чоловіколюбець щоб вбити вбивцю людини.
- У лоні гордині гнів звиває гніздо своє, а в лоні гніву висиджується вбивство.
- Клятва — свідок брехні в світі. У царстві істини не відомі клятви. Клятва принижує чоловіка правдивого і вбиває чоловіка брехливого.
- Правота перед людьми наповнює серце сумом.
- Все зло, яке люди творять під небом — це сповідь немочі і безсилля.
- Знавці цього світу знають все, крім того, що вони слуги сатани.
- Фанатизм проявляється з найбільшою силою в трьох випадках: у партійній політиці, в революціях і у війнах.
- Фанатики завжди чого-то не вистачає: то розуму, то серця.
- Основний зміст історії людства полягає в тому, як влаштовано і дозволено ставлення людей до Бога.
- Періоди історії людства представляють або припливи, або відпливи у відстані між людиною і Богом.
- Юдейський народ найбільше опирався Богові. Народ юдейський не дав себе звернути навіть самими великими і найпотужнішими чудесами самого Ісуса Христа.
- На Заході — культ речей, і речі блищать, а людина все більше дичавіє і покривається мороком.
- На Сході — культ окремих людей, і окремі люди блищать, а речі залишаються в запустінні.
- Захід — в конвульсіях, Схід — в покірності долі.
- Схід і Захід стикається в кожній людині.
- Не може Христос обійняти Схід через Нірвану, а Захід — через мечи.
- Найбільший песимізм з'явився не в бідній Палестині або Греції, а в Індії, країні найбільшої природної розкоші.
- Кожна новонароджена людина — це нове дзеркало Бога, трохи затемнене гріхом непослуху.
- Найкраща форма комунізму на цьому світі вже здійснена святими.
- Людство від самого початку має ненормальну температуру і гарячкову кров.
- Євангельський бюлетень хворого людства: тупість в осягненні істини; відчуженість по відношенню до близького друга; субботнє шарлатанство в вірі; паралізованість у добродійності; жорстокість в засудженні праведника; мишачий страх за свою владу, честь і існування.
- Хто піднімає меч проти Христа, той на вістрі меча тримає своє серце.
- Двадцять століть історії не збільшили значущість Христа, а підтвердили.
- Христос воскрес — це значить: воістину існує Бог; — Це значить: воістину існує світ небесний, світ безсмертний. — Це значить: життя сильніше смерті. — Це значить: зло слабкіше добра. — Це значить: всі благі сподівання людства виправдані. — Це значить: всі проблеми життя позитивно вирішені.
- Без страждання Православ'я і сто років не збереглося б в чистоті своєї.
- В муках Росії ми можемо побачити Божий знак усім народам, щоб стереглися матеріалізму і в теорії і на практиці, в думках і справах.
- При легковірній цариці Катерині російська інтелігенція стала ділитися на два табори: дух і плоть.
- Історична наука ніколи так не цінується і так дбайливо не розвивається, як у християнських народів, які шанують Біблію, в якій все пов'язано з початком і завершенням.
- Два страшних нагадування Божих нинішньому поколінню — це дві Світові війни.
- Що таке Європа? Це похіть і розум. Людська похіть і людський розум. Що таке, значить, Європа? Папа і Лютер. Європейський Папа — це людська похіть до влади. Європейський Лютер — це людське бажання сміло все пояснити своїм розумом. Так діє злий дух в тілі Європи ось вже кілька століть.
- В наш час стало нове покоління європейців, яке повінчало похіть і розум в атеїзмі, відкинувши Папу і Лютера.
- Нинішня Європа повністю земна, яка не має бажання підноситися на небо ані завдяки паспорту непогрішимості Папи, ані по сходах розуму протестантського. Європа — смерть, Христос — життя.
- Вісімнадцяте століття ознаменоване бунтом проти церкви і священства римського понтифіка. Дев'ятнадцяте століття ознаменоване бунтом проти Бога. Двадцяте століття ознаменоване союзом з дияволом.
- Вісімнадцяте століття — це століття Пілата: засудив Христа на смерть. Дев'ятнадцяте століття — це століття Каяфи: розіп'яв Христа знову. Двадцяте століття — століття синедріону, а синедріон проголосив, що Христос мертвий навіки, і що Він не воскрес.
- Властолюбні і пихаті народи Європи і, скажімо, сербський народ — ось вам два види народів. Там національна зарозумілість і пихатість. Тут людська щирість і покаяння. Там шовінизм аж до мавпячої групової зухвалості — тут відкрите визнання своєї особистої нікчемності.
- У чому коріниться особливість сербського народу? У засудженні самих себе. Народи Європи втратили уявлення про гріх і покаяння. За будь-яке зло в світі вони звинувачують інших, а не себе.
- Повернулося в Європу дохристиянське варварство — аварське, гуннське, лангобардське, африканське, — тільки у сто кратно збільшеному жаху своєму. Залишилися морок і сморід.
- Чому багато європейців ані Бога не бояться, ані людей не соромляться? Тому, що перекручені уявлення про Бога і про людину.
- Першим прийомним сином Божим був Ізраїль, другим — Європа. Один уклав союз обрізанням, інша — Хрещенням.
- Юдеї були покарані розсіюванням по всьому світу, а європейці зараз зазнають покарання мечем, голодом і мором.
- Девіз сербів: «За Хрест чесний і Свободу золоту!»
- Що таке Європа? Єресь. Перш за все архієресь папська, потім єресь лютеранська, кальвінітська і субботницька і так далі. Ланцюг цих єресей завершується атеїзмом.
- Лише Церкві обіцяна вічність, а не державам і культурам.